# 獨立山脈

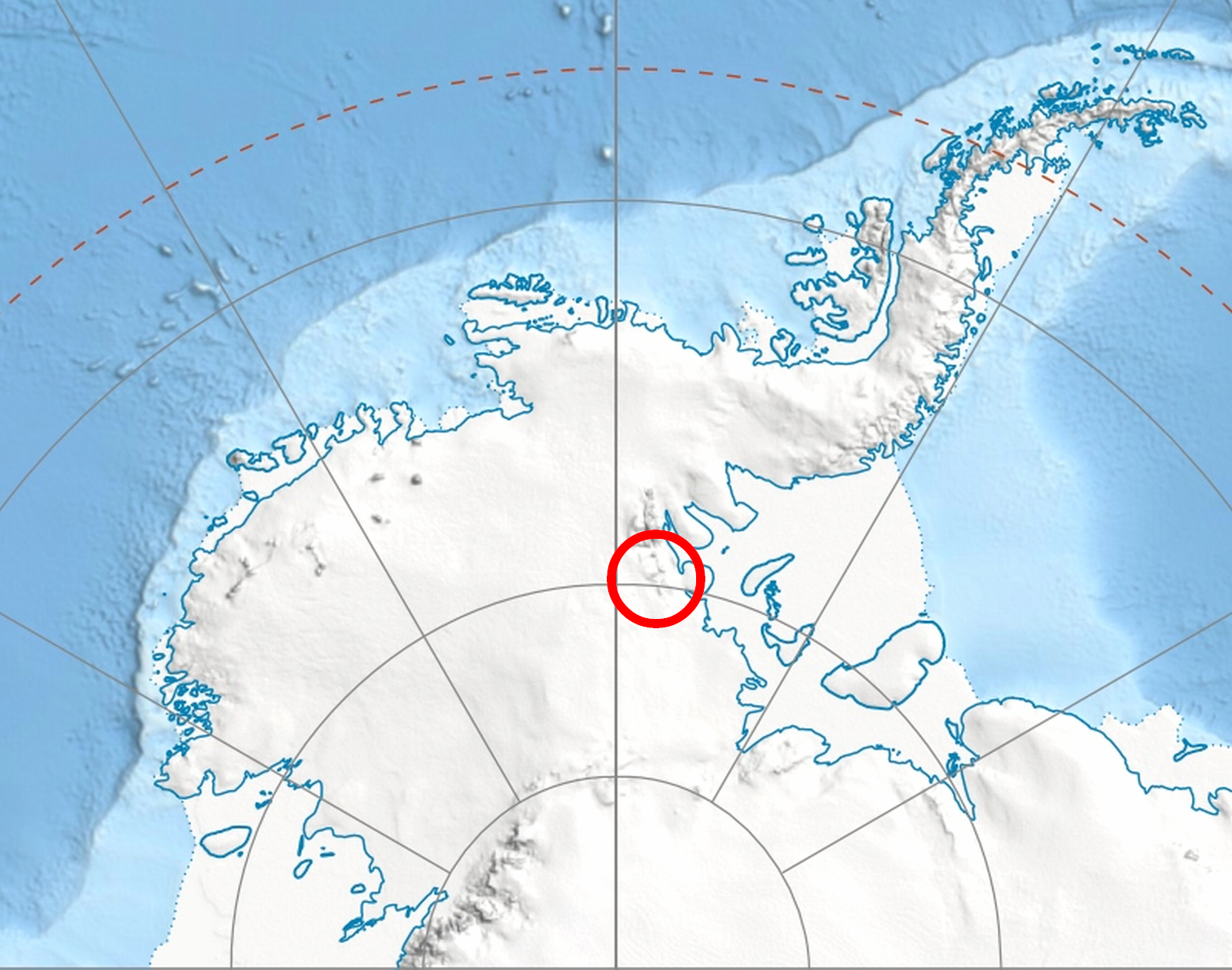

獨立山脈（英語：Independence Hills）是南極洲的山脈，位於赫里蒂奇嶺，距離雲石山脈5公里，長16公里，美國地質調查局在1961至1966年根據美國海軍照片把該山脈繪製於地圖。

## 外部連結
本条目引用的公有领域材料来自美国地质调查局的文档《獨立山脈》 （資料來自地名信息系统）。

80°25′S 81°33′W / 80.417°S 81.550°W